# Tedražice (tvrz)
Tedražice jsou tvrz ve stejnojmenné vesnici u Hrádku v okrese Klatovy. Postavena byla ve druhé polovině patnáctého století jako centrum malého panství. Později byla renesančně a barokně upravena, ale většina slohových prvků zanikla při úpravách v devatenáctém století. Budova tvrze je od roku 1964 chráněna jako kulturní památka.

## Historie
Stavebníkem tvrze byl Jan Mutrplos z Tedražic poté, co ve druhé polovině patnáctého století koupil Tedražice od velhartického panství. První písemná zmínka o tvrzi pochází z roku 1491, kdy ji prodal Janovi a Petrovi Markoltům. Časem se jediným majitelem statku stal Jan, který zemřel před rokem 1505. Hořejší část Tedražic v roce 1535 patřila Petrovu synovi Divišovi. Jinou část vesnice vlastnila Anna z Tedražic, která ji odkázala Divišovu bratrovi Brykcímu. Divišovým synům Adamovi, Jiřímu, Petrovi, Jakubovi a Klimentovi po otcově smrti připadly jen malé díly panství, protože část zdědily také jejich tři sestry. Jan z Dlouhé Vsi a na Zavlekově roku 1553 koupil Petrův podíl a roku 1557 panství spojil do jednoho celku. O třináct let později je prodal Petru Novohradskému z Kolovrat. Kolovratům statek patřil jen do roku 1571, kdy jej koupil Volfgang Gothard Perglár z Perglasu. Starou tvrz nechal přestavět v pozdně renesančním slohu. V severní části tehdy přistavěl nový průjezd a šestibokou věž s kaplí. V roce 1601 Tedražice prodal (nebo je zdědila) jeho dcera Mandaléna Perglárová z Janovic.
Na počátku třicetileté války tvrz obsadily císařské oddíly Baltasara Marradase, ale Mandaléna Perglárová u soudu roku 1623 prokázala svou neúčast na stavovském povstání v letech 1618–1620, a majetek jí byl vrácen. Tvrz poté zdědila její dcera Mandaléna Gryselda Perglárová, která se provdala za Jana Jindřicha Janovského z Janovic. Krátce před svou smrtí odkázala Tedražice svým dětem, které se o ně rozdělily v roce 1655. Jiří Gothart a Oldřich Vilém Janovští z Janovic obdrželi polovinu a druhou dostala dcera Eva. Jí patřilo v tvrzi několik světnic a sklepů s částí dvora. Její podíl po krátké době koupila Alena Eliška Varlýchová z Modliškovic. I po její smrti v roce 1670 zůstalo tedražické panství rozdělené na díly. Alenin díl zdědili její synové, z nichž jej od roku 1678 vlastnil pouze Ctibor, který o tři roky později zemřel. Podíl mělo zdědit pět synů, ale vzhledem k vysokým dluhům jej vdova Sibylla Bubnová z Čachrova prodala Isabelle Emilii Švihovské, rozené ze Salmu a z Neuburka nad Inem. Druhá část Tedražic nejprve patřila Oldřichu Vilémovi Janovskému, po němž ji převzal bratr Jiří Gothard Janovský. Jeho polovinu Tedražic v roce 1663 koupil Volf Adam Perglár z Perglasu.
Volf Adam Perglár musel kvůli dluhům Tedražice už v roce 1668 prodat. Za 3351 kop grošů je koupil Petr Jiří ze Vchynic, který je brzy poté postoupil Janu Karlovi Ježovskému z Lub. Ten potom vyměnil s Isabellou Emilií Švihovskou svou část Tedražic za Stěchovice. Poslední část panství (dva dvory a půl mlýna) získala Isabella Emilie v roce 1690 od Jana Kryštofa Koce z Dobrše. Statek zdědil syn František Antonín Švihovský z Rýzmberka, ale zemřel na cestě do zahraničí, a majetek tak připadl jeho otci Jaroslavovi Švihovskému z Rýzmberka. Tedražice od té doby tvořily součást nalžovského panství. Na počátku osmnáctého století nechal Florián Jaroslav Švihovský tvrz barokně upravit zejména v interiérech. Podoba tvrze se ještě jednou změnila ve druhé polovině devatenáctého století, kdy byla zbořena severní část s věží.

## Stavební podoba
Dochovanou tvrz tvoří jednopatrová budova s půdorysem ve tvaru písmena L. Většina ozdobných barokních prvků na fásádách zanikla koncem devatenáctého století. Fasády tak jsou členěné pouze kordonovou a korunní římsou a obdélnými okny v šambránách. V interiéru se dochovaly dva sály s hřebínkovými klenbami, štukovými dekoracemi a hrotitými lunetami.